# Hydnotrya
Hydnotrya is een geslacht van schimmels behorend tot de familie Discinaceae. De typesoort is Hydnotrya tulasnei (rosse doolhoftruffel).

## Soorten
Volgens Index Fungorum telt het geslacht 18 soorten (peildatum november 2021):
| Soortnaam                                      | Auteur(s)                                             | Publicatiejaar |
| ---------------------------------------------- | ----------------------------------------------------- | -------------- |
| Hydnotrya badia                                | L. Fan, Y.W. Wang & Y.Y. Xu                           | 2018           |
| Hydnotrya bailii                               | Soehner                                               | 1959           |
| Hydnotrya brunneospora                         | L. Fan, Y.W. Wang & Y.Y. Xu                           | 2018           |
| Hydnotrya cerebriformis (Bleke hersentruffel)  | Harkn.                                                | 1899           |
| Hydnotrya confusa (Flapsporige doolhoftruffel) | Spooner                                               | 1992           |
| Hydnotrya cubispora                            | (E.A. Bessey & B.E. Thomps.) Gilkey                   | 1939           |
| Hydnotrya dysodes                              | Kirschst.                                             | 1941           |
| Hydnotrya inordinata                           | Trappe & Castellano                                   | 2000           |
| Hydnotrya jurana                               | Quél.                                                 | 1886           |
| Hydnotrya laojunshanensis                      | Lin Li, Y.C. Zhao, X.Lei Zhang, Shu H. Li & D.Q. Zhou | 2013           |
| Hydnotrya michaelis (Olieboltruffel)           | (E. Fisch.) Trappe                                    | 1975           |
| Hydnotrya nigricans                            | L. Fan, Y.W. Wang & Y.Y. Xu                           | 2018           |
| Hydnotrya puberula                             | L. Fan, Y.W. Wang & Y.Y. Xu                           | 2018           |
| Hydnotrya soehneri                             | Svrček                                                | 1955           |
| Hydnotrya subnix                               | Trappe & Castellano                                   | 2000           |
| Hydnotrya tulasnei (Rosse doolhoftruffel)      | (Berk.) Berk. & Broome                                | 1846           |
| Hydnotrya variiformis                          | Gilkey                                                | 1947           |
| Hydnotrya yukonensis                           | Gilkey                                                | 1947           |